# سی باشکوه
سی باشکوه (فرانسوی: Trente Glorieuses‎) سی سالی است که از ۱۹۴۵ تا ۱۹۷۵ انتهای جنگ جهانی دوم در فرانسه سپری شد. این نام برای اولین بار توسط جمعیت‌شناس فرانسوی ژان  فوراستیه به کار رفت. فوراستیه با انتشار کتاب خود ("سی شکوه"، یا انقلاب نامرئی از ۱۹۴۶ تا ۱۹۷۵ ") این اصطلاح را در سال ۱۹۷۹ ابداع کرد. این اصطلاح از (انقلاب ۱۸۳۰ فرانسه) ("سه شکوه") گرفته شده‌است، به معنی سه روز انقلاب ۲۷ تا ۲۹ ژوئیه ۱۸۳۰ در فرانسه.
در اوایل ۱۹۴۴، شارل دوگل یک سیاست اقتصادی دقیق را ارائه کرد، این سیاست شامل کنترل اساسی دولت از طریق اقتصاد سرمایه‌داری بود که به مدت ۳۰ سال از رشد بی‌سابقه‌ای به نام سی باشکوه برخوردار شد.
در این دوره سی ساله، اقتصاد فرانسه مانند اقتصاد سایر کشورهای توسعه یافته در چارچوب طرح مارشال مانند آلمان غربی، ایتالیا و ژاپن به سرعت رشد کرد. این دهه را می‌توان با رونق اقتصادی، کسب سود بالا، دریافت دستمزد متوسط و مصرف زیاد ترکیب کرد، که با کسب مزایای اجتماعی و داشتن یک سیستم بسیار پیشرفته نسبت به قبل قابل تفکیک است. طبق مطالعات مختلف، قدرت خرید واقعی میانگین حقوق کارگر فرانسوی بین سالهای ۱۹۵۰ و ۱۹۷۵ تا ۱۷۰٪ افزایش یافت، همچنین در کل مصرف خصوصی در بازه زمانی ۱۹۵۰–۱۹۷۴، ۱۷۴٪ افزایش را نشان می‌دهد. سطح زندگی مردم فرانسه، که در هر دو جنگ جهانی آسیب دیده بودند، آنها را به یکی از برترین‌های جهان تبدیل کرد.